# Square Jules-Dorget
Le square Jules-Dorget est un jardin public de la commune de Nancy, département de Meurthe-et-Moselle, en Lorraine, région Grand Est.

## Situation et accès
Il se situe dans la partie sud de Nancy, au sein du quartier administratif Haussonville - Blandan - Mon Désert - Saurupt, en longueur sur un terrain légèrement en pente vers l'ancien ruisseau de Nabécor, aujourd'hui enterré. L'entrée principale est au no 31 rue Jules-Dorget, et il y a deux autres entrées rue de Nabécor et rue Pierre-Villard. Les horaires d'ouverture sont affichés aux entrées. Des arceaux à vélos sont installés près de l'entrée rue de Nabécor. 

## Historique
Le square a été aménagé sur l'ancien site industriel des Constructions électriques de Nancy, reconverti en espace d'habitations et espace vert. Il a été inauguré en octobre 2009.

## Origine du nom
Il porte le nom de Jules Dorget (1868-1950), jardinier chargé de l'entretien et du fleurissement de la vaste propriété d'Émile Gallé, s'étendant de l'avenue de la Garenne à la rue de Phalsbourg, aujourd'hui disparue.

## Descriptif
Cet espace vert de 3 500 m2 est entièrement conçu dans une logique de développement durable, : les eaux de toiture de l'immeuble en amont sont récupérées dans une réserve enterrée destinée à alimenter le jardin, et un paillage en fibres de bois biodégradable est utilisé pour économiser l'eau et limiter le développement des herbes indésirables. Les lampadaires sont alimentés par des plaques photovoltaïques. 
Un hommage à l'École de Nancy est rendu par les obtentions des célèbres horticulteurs lorrains, Victor Lemoine, François Félix Crousse et Léon Simon, et par la grille d'entrée Art nouveau d'Émile Gallé de 1901, héritée de la cité-jardin du Parc de Saurupt. 
Deux petites aires de jeux ont été réalisées.